# Радио Аплюс
Ра́дио Аплюс (стилизовано как @Plus Radio, ранее Айчына SHOUTcast, с бел. — «Отечество SHOUTcast») — интернет-радиостанция Республики Беларусь. Начала вещание как «Айчына SHOUTcast» 12 апреля 2004 года. 1 декабря 2006 года в ходе ребрендинга была переименована в @Plus Radio. По состоянию на 2013 год была крупнейшей интернет-радиостанцией в байнете, имела 55 серверов: 39 в Беларуси, 14 в России и 2 на Украине. По словам создателя, Дмитрия Власова, в 2007 году радиостанцию слушало около 15 тысяч человек в месяц.